# مفيد الحساينة
مفيد محمد موسى الحساينة (وُلد في 18 أبريل 1964 في غزة) مهندس فلسطيني ووزير سابق، شغل منصب وزير وزارة الأشغال العامة والإسكان في حكومة رامي الحمد الله الثالثة. الحساينة حاصل على درجة الدكتوراه في هندسة إدارة المشاريع، وكان سابقًا رئيس اتحاد الطلبة في جامعة نيو جيرسي سيتي في الفترة 1984–1987.